# Jiquipilas
Jiquipilas es una localidad del estado mexicano de Chiapas, cabecera del municipio homónimo. 

## Toponimia
El nombre Jiquipilas proviene del náhuatl y se traduce como "lugar de alforjas". El Gran Diccionario Náhuatl interpreta la palabra xiquipilli como «costal, talega, alforja, o bolsa».

## Geografía
Está ubicada en la posición 16°40′1″N 93°39′0″O / 16.66694, -93.65000, a una altitud de 529 m s. n. m.

## Demografía
Cuenta con 11 596 habitantes lo que representa un incremento promedio de 1.6% anual en el período 2010-2020 sobre la base de los 9894 habitantes registrados en el censo anterior. Ocupa una superficie de 5.702 km², lo que determina al año 2020 una densidad de 2034 hab/km².
| Gráfica de evolución demográfica de Jiquipilas entre 2000 y 2020  |
|                                                                   |
| Fuente: Instituto Nacional de Estadística Geografía e Informática |

La población de Jiquipilas está mayoritariamente alfabetizada (5.37% de personas analfabetas al año 2020) con un grado de escolarización en torno de los 9 años. El 1.91% de la población es indígena.